# Leopold Heuvelmans
Leopold Heuvelmans (Meerhout, 24 maart 1945) is een Belgisch voormalig wielrenner. Zijn broers Alfons Heuvelmans en René Heuvelmans waren ook wielrenner net zoals zijn zoon Luc Heuvelmans.

## Carrière
Heuvelmans won in 1964 de eerste etappe in de Ronde van Luik en won uiteindelijk het eindklassement. Hetzelfde jaar nam hij deel aan de Olympische Spelen op de onderdelen ploegenachtervolging en ploegentijdrit.

## Overwinningen
1964
1e etappe Ronde van Luik
Algemeen klassement Ronde van Luik
1966
2e etappe deel a Triptyque Ardennais